# Dominik Krieger
Dominik Krieger (Herrenberg, 25 giugno 1968) è un ex ciclista su strada tedesco, professionista dal 1989 al 1994.

## Palmarès

### Strada
- 1988 (Dilettanti)

7ª tappa Tour de l'Avenir
- 1989 (Dilettanti)

4ª tappa Grand Prix Tell
Rund um Köln
- 1992 (Helvetia-Fichtel & Sachs, una vittoria)

Grand Prix Baden-Baden (cronocoppie, con Tony Rominger)

## Piazzamenti

### Grandi Giri
- Giro d'Italia

1994: 93º
- Tour de France

1991: 63º
1992: 53º

### Classiche monumento
- Milano-Sanremo

1992: 133º
- Giro delle Fiandre

1991: 60º
- Liegi-Bastogne-Liegi

1992: 61º
- Giro di Lombardia

1990: 47º
1991: 49º

### Competizioni mondiali
- Campionati del mondo

Utsunomiya 1990 - In linea Professionisti: ?
Stoccarda 1991 - In linea Professionisti: 49º
Benidorm 1992 - In linea Professionisti: 60º